# Čierny Balog
Čierny Balog é um município da Eslováquia, situado no distrito de Brezno, na região de Banská Bystrica. Tem 147,1 km² de área e sua população em 2018 foi estimada em 5.081 habitantes.

## Demografia
| Ano:        | 1994 | 2004   | 2014   | 2024   |
| ----------- | ---- | ------ | ------ | ------ |
| Broj ljudi: | 5109 | 5155   | 5185   | 4916   |
| Razlika:    |      | +0,90% | +0,58% | -5,18% |

| Ano:               | 2023 | 2024   |
| ------------------ | ---- | ------ |
| Número de pessoas: | 4947 | 4916   |
| Diferença:         |      | -0,62% |